# Ekkehart Krippendorff
Ekkehart Krippendorff (Eisenach, 22 marzo 1934 – Berlino, 27 febbraio 2018) è stato un politologo tedesco.
È considerato uno dei principali esponenti, nonché pioniere, delle scienze della pace. Ha anche insegnato relazioni internazionali in Italia, nella Johns Hopkins di Bologna e nell'Università di Siena.

## Biografia
Nato nel 1934 a Eisenach, nella Turingia, dal 1954 al 1959 ha studiato storia, filosofia e scienza politica nelle università di Friburgo, Berlino e Tubinga, conseguendo in quest'ultima un PhD in filosofia nel 1959 con Theodor Eschenburg. Il semestre estivo del 1965 è stato noto a Berlino Ovest come Krippendorff-Semester (il semestre di Krippendorff) per la sua attività politica di sinistra nel giornale berlinese Spandauer Volksblatt; le successive rivolte studentesche del 1968 hanno portato al suo licenziamento dagli incarichi universitari nella Freie Universität. Nella fine degli anni sessanta è stato membro dell'SPD (Partito Socialdemocratico Tedesco) e membro del consiglio del Republikanischer Club (Club Repubblicano). Nel 1970 l'Università di Berlino gli ha rifiutato l'abilitazione — apparentemente per ragioni politiche — che conseguirà due anni più tardi a Tubinga con Eschenburg, che era perfettamente a conoscenza delle idee politiche di Krippendorff e, pur non condividendole, decise di non ostacolare la sua carriera accademica. Nel 1973 il Ministro della Cultura del Baden-Württemberg Wilhelm Hahn ha rigettato l'incarico di Krippendorff all'Università di Costanza «perché politicamente non adatto».
Ha collaborato con numerose università europee (Berlino, Johns Hopkins di Bologna, Siena, Tubinga, Sussex e Urbino) e statunitensi (Harvard, Columbia, Yale e New York); ha insegnato anche in Giappone nella prestigiosa Università Imperiale di Tokyo. Dal 1978 al 1999 ha ricoperto l'incarico di professore ordinario di scienza politica nell'Istituto di Studi Nordamericani "John F. Kennedy" presso l'Università libera di Berlino, per poi diventarne, in seguito al pensionamento, professore emerito fino ad oggi (2012).
Dal 2007 è membro del comitato scientifico del Centro di Ricerca sulla Pace "IRENE", costituito presso l'Università di Udine, che ha curato la traduzione del suo fondamentale libro Staat und Krieg (Lo Stato e la Guerra). Nel 2010 ha organizzato e diretto la seconda edizione del Festival della Pace di Udine.

## Il pensiero[6]

### Lo Stato e la guerra
Sebbene abbia espresso un generale apprezzamento per la democrazia statunitense, Krippendorff ha messo in luce gli aspetti imperialistici della politica estera americana col saggio del 1963 Amerikanische Politik in Asien (Politica americana in Asia), e nel 1970 con Die amerikanische Strategie (La Strategia americana). Nel corso degli anni ottanta ha partecipato al movimento pacifista che si opponeva alle installazioni missilistiche a medio raggio in Germania.
Nel 1985 viene pubblicato il suo libro più importante Staat und Krieg (Lo Stato e la Guerra), divenuto in seguito un classico del pacifismo tedesco. In quest'opera, con l'ausilio di numerosi esempi storici, Krippendorff ha connesso la nascita dello Stato moderno con la necessità di regolamentare e organizzare le milizie mercenarie, per offrire alle classi dirigenti sia la forza per difendersi da attacchi esterni che il necessario controllo sui cittadini governati.
L'impianto teorico di Staat und Krieg, teso a dimostrare l'insensatezza delle politiche di potenza, si basa anche su citazioni di filosofi, letterati e altri esponenti delle scienze umane. In particolare, una digressione sul pacifismo tolstoiano completa un'opera ricca di spunti e difficilmente categorizzabile, che costituisce una sorta di trattato sulla necessità di partecipare direttamente alle scelte politiche della propria nazione.

### L'arte di non esser governati
Risale al 2000 Die Kunst, nicht regiert zu werden (L'arte di non essere governati), un'opera che raggruppa vari esempi di politica fondata su un'etica libertaria; secondo Krippendorff tale politica si può attuare solo mediante l'adozione di un anarchismo colto. Per prendere coscienza e assumere questa prospettiva, vengono indicate figure storiche di riferimento: Arendt, Gandhi, Wagner, Mozart, Confucio, Lao Tse, Socrate, Platone e altri. Si tratta quindi di un percorso complesso, volto a costruire una cultura pacifista profonda e articolata.
Lungo il medesimo filone di ricerca, lo studioso tedesco ha sviluppato un'estetica pacifista, con l'obiettivo di creare modelli di politica etica. Questo itinerario di studio è condensato in sei libri dedicati a Goethe, due a Shakespeare, uno a San Francesco d'Assisi, oltre a vari saggi su musica, filosofia e letteratura.

## Pubblicazioni

### In lingua originale
- Die Liberal-Demokratische Partei Deutschlands in der Sowjetischen Besatzungszone 1945-1948, Düsseldorf, Droste Verlag, 1961.
- Die amerikanische Strategie. Entscheidungsprozeß und Instrumentarium der amerikanischen Außenpolitik, Frankfurt am Main, Suhrkamp Verlag, 1970.
- Internationales System als Geschichte. Einführung in die internationalen Beziehungen 1, Frankfurt am Main, Campus Verlag, 1975, ISBN 3-585-32507-6
- Italien: Der Historische Kompromiß, in Kursbuch, n. 46, dicembre 1976, pp. 55-74.
- Internationale Beziehungen als Wissenschaft. Einführung 2, Frankfurt am Main, Campus Verlag, 1977, ISBN 3-593-32534-9
- Staat und Krieg. Die historische Logik politischer Unvernunft, Frankfurt am Main, Suhrkamp Verlag, 1985, ISBN 3-518-11305-4
- Internationale Politik: Geschichte und Theorie, Frankfurt am Main, Campus Verlag, 1986, ISBN 3-593-32568-3
- Wie die Großen mit den Menschen spielen. Goethes Politik, Frankfurt am Main, Suhrkamp Verlag, 1988, ISBN 3-518-11486-7
- Politik in Shakespeares Dramen, Frankfurt am Main, Suhrkamp Verlag, 1992, ISBN 3-518-40388-5
- Militärkritik, Frankfurt am Main, Suhrkamp Verlag, 1993, ISBN 3-518-11804-8
- Deutsche Außenpolitik. Aus ihrer Geschichte lernen, heißt aus ihr aussteigen, IPPNW (a cura di), in: Weltmacht Deutschland? (Atti della conferenza), Berlin/Isny im Allgäu, 1995, pp. 11-25.
- Unzufrieden. Vierzig Jahre Politische Wissenschaft (Ultima lezione), in: Blätter für deutsche und internationale Politik, n. 8, 1999, pp. 991-1002.
- Die Kunst, nicht regiert zu werden. Ethische Politik von Sokrates bis Mozart, Frankfurt am Main, Suhrkamp Verlag, 2000, ISBN 3-518-41039-3
- Kritik der Außenpolitik, Frankfurt am Main, Suhrkamp Verlag, 2000, ISBN 3-518-12139-1
- Der Wind bläst der Friedensforschung ins Gesicht, in: S+F Vierteljahresschrift für Sicherheit und Frieden, n. 4, 2002, pp. 198-200.
- Shakespeares Komödien, Berlin, Kadmos Kulturverlag, 2007, ISBN 978-3-931659-87-5
- Die Kultur des Politischen. Wege aus den Diskursen der Macht, Berlin, Kadmos Kulturverlag, 2009, ISBN 978-3-86599-092-1
- Lebensfäden. Zehn autobiographische Versuche, Münster, Verlag Graswurzelrevolution, 2012, ISBN 978-3-939045-19-9

### Traduzioni in italiano
- Politica internazionale: storia e teoria, Trad. di Antonella Cipriani ed Elisa De Costanzo, Napoli, Liguori, 1991, ISBN 88-207-1845-6
- L'arte di non essere governati. Politica ed etica da Socrate a Mozart, Trad. di Vinicio Parma, Roma, Fazi Editore, 2003, ISBN 88-8112-378-9
- Critica della politica estera, Trad. di Elisabetta Dal Bello, Roma, Fazi Editore, 2004, ISBN 88-8112-500-5
- Shakespeare politico. Drammi storici, drammi romani, tragedie, Trad. di Robin Benatti e Francesca Materzanini, Roma, Fazi Editore, 2005, ISBN 88-8112-679-6
- Lo stato e la guerra. L'insensatezza delle politiche di potenza, Trad. di Francesco Pistolato, Pisa, Centro Gandhi, 2009, ISBN 978-88-7500-018-9